# California Dreamin' (film din 2007)
California Dreamin' este un film realizat de regizorul român Cristian Nemescu, care a obținut premiul Un certain regard la a 60-a ediție (2007) a Festivalului de la Cannes.
Din cauza unui tragic accident rutier pe perioada filmărilor în care regizorul Cristian Nemescu și inginerul de sunet Andrei Toncu au decedat, filmul a rămas neterminat.

## Sinopsis
1999, în timpul războiului din Kosovo. Un tren care transportă echipamente militare trimise de NATO / OTAN a primit aprobarea verbală a Guvernului României de a traversa țara în direcția frontierei cu Serbia. Convoiul este plasat sub protecția unor soldați americani și români. Însă când convoiul ajunge la Căpâlnița, un sat uitat de lume, din Câmpia Bărăganului, iată-l pe Doiaru, șeful stației CFR, un fel de „mafioso” local trist și dezabuzat, că refuză să lase să treacă trenul mai departe, cerând autorizațiile oficiale necesare transportului. Fără acte, nici vorbă să plece trenul!
Orele trec, iar situația nu evoluează. Șeful gării rămâne pe poziție. Actele întârzie să sosească. Primarul localității profită de situație și organizează o sărbătoare în cinstea soldaților, sperând să atragă atenția presei asupra satului, iar eventualii investitori să-și facă apariția în sat...